# Jean-François Josselin
Pour les articles homonymes, voir Josselin.
Jean-François Josselin est un journaliste et auteur français né Ratinaud à Brest le 19 juin 1939 et mort également à Brest le 2 avril 2003. 

## Biographie
Monté à Paris, il entre en contact avec Jean Cayrol qui l’accueille dans sa collection de jeunes auteurs, « Écrire ». À 18 ans, il y publie un premier texte où il recourt à la « psychologie étrange, dérangeante » qui caractérise son œuvre.
Trois ans plus tard, il présente dans son premier roman, Don Juan sous la pluie (1960), une image inversée du fameux amoureux conquérant : un être passif, que son succès terrifie. Il écrit aussi une histoire d’amour avec Mademoiselle Irnois d'après Joseph Arthur de Gobineau (Écho de la Mode, 1968). Chroniqueur à L'Express, il passe au Nouvel Observateur en novembre 1969 pour travailler au sein du service littéraire. « Ayant toujours partagé ou suivi les idées politiques de Jean Daniel», il n’en entre pas moins de nombreuses fois en conflit avec lui pour des raisons personnelles ou professionnelles.
Progressivement il s’impose comme le numéro deux du service et, en juillet 1978, est officialisé « conseiller littéraire » du journal. Il est alors passé chez Grasset où il s’est lié d’amitié à Françoise Verny et où il a publié Quand j'étais star (1976), une sorte d'autobiographie fantasmée passant subtilement du rêve à la réalité et jouant avec talent de l'ambiguïté, du décalage et de personnalités d'emprunts. Si Quelques jours avec moi (1979) est moins remarqué (mais il en naîtra un film de Claude Sautet, « très librement inspiré »), L'Enfer et Cie (1982) lui apporte la consécration avec l'attribution du prix Médicis. De ce livre très maîtrisé, il tire une pièce de théâtre interprétée par Françoise Fabian et Michel Duchaussoy. À partir de 1983, il occupe aussi une place de chroniqueur à « Boîte aux lettres » sur FR3.
Grand admirateur de Gérard Philipe, de Simone Signoret et de Catherine Deneuve mais aussi de Patricia Highsmith et de George Cukor, fin connaisseur de la cour de Louis XIV et des plateaux d'Hollywood, ce fidèle du Festival d’Avignon est fasciné pour la faculté des comédiens à briller dans la lumière sans jamais se dévoiler, sous des noms et des visages d'emprunt. 
Ami de Jeanne Moreau, son enchantement pour les actrices de cinéma se reflète chez le héros de La Mer au large (1987), publié chez Gallimard où il a suivi son amie Françoise Verny.
Offrant dans la vie quotidienne « une apparence joviale, un humour exubérant, des talents d'imitateur» remarquables, cet « éternel jeune homme plein de talents et d'angoisse» est mort à Brest le 2 avril 2003. Son ami Jérôme Garcin le considérait comme « le Charles Trenet de la critique », « l'enfant naturel de Jean Genet et de la comtesse de Ségur, un cœur de porcelaine sous un débardeur de docker ».

## Œuvres
- Don Juan sous la pluie, Paris, Le Seuil, 1961, 160 p.
- Mademoiselle Irnois d'après J. A. de Gobineau, Paris, Echo de la Mode, 1968.
- Le Grand Air de Charlotte, Paris, Le Seuil, 1972, 138 p.
- Quand j'étais star, Paris, Grasset (coll. “Littérature française”), 1976, 215 p.
- Quelques jours avec moi, Paris, Grasset, 1979, 189 p.
- L'Enfer et Cie, Paris, Grasset, 1982, 193 p.
- La Mer au large, Paris, Gallimard (Coll. “blanche”), 1987, 156 p.
- Quelques jours avec moi, Paris, Grasset (coll. “Littérature française”), 1988.
- Les petites horreurs, Paris, Grasset, 1998.

Sous le pseudonyme de Jess Lion
- Carlotta, tu n'es pas un ange, Paris, B. Grasset, 1983, 150 p.